# فابیو زامبلرا
فابیو زامبلرا (انگلیسی: Fabio Zamblera؛ زادهٔ ۷ آوریل ۱۹۹۰) بازیکن فوتبال است.
وی همچنین در تیم‌های ملی فوتبال زیر ۱۶ سال ایتالیا، زیر ۱۷ سال ایتالیا، و زیر ۱۹ سال ایتالیا بازی کرده‌است.